# Pardoși
Pardoși est une commune roumaine située dans le județ de Buzău.